# Menumorout

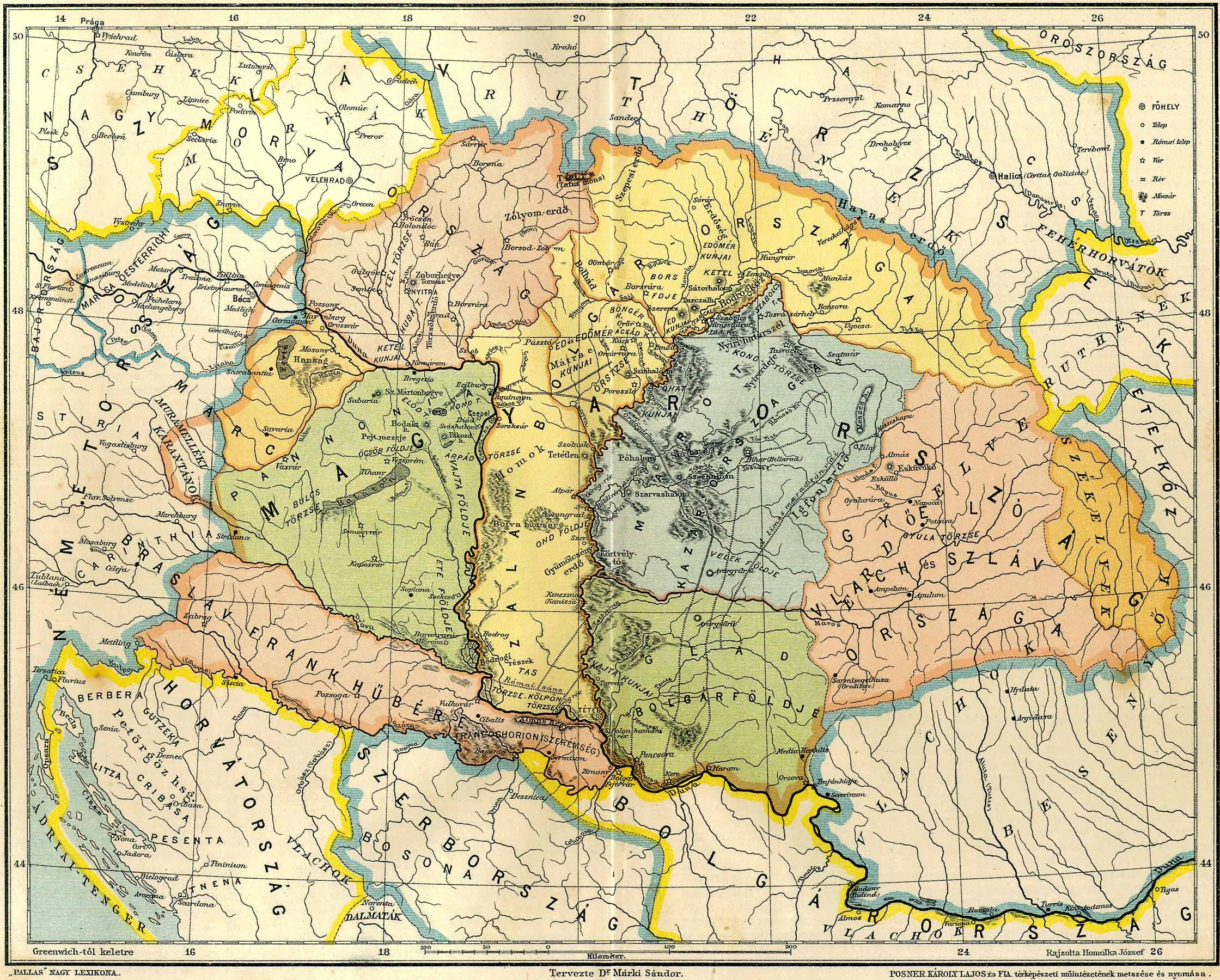
Carte hongroise du XIXe siècle illustrant la Gesta Hungarorum.

Menumorout (en roumain Menumorut, en hongrois Ménmarót) était, selon la Gesta Hungarorum, un chef des Valaques et des Slaves dans le massif du Bihor en Transylvanie, battu par les Magyars au Xe siècle.
Les historiens hongrois pensent que Menumorout - comme d'autres ennemis du chef magyar Árpád cité dans la Gesta - est probablement une invention de son auteur. Les arguments en faveur de cette hypothèse sont les suivants :
- aucun document ne corrobore l'existence de Menumorout;
- la Gesta ne mentionne pas des personnalités historiques importantes comme Svatopluk et Siméon Ier de Bulgarie;
- d'autres personnages de la Gesta ont été inventés d'après des toponymes (Menumorut évoque le Maramureș).

La seule certitude, que l'on doit aux recherches archéologiques, toponymiques et épigraphiques, est qu'il a existé en Transylvanie au Xe siècle une quinzaine de petites principautés slavo-roumaines — désignées selon la langue (ro) țări, (hu) vlachföld, (sl) kniazek, (fr) canesats — : les pays de Maramureș, Oaș, Lăpuș, Crasna, Bihor, Turda, Năsăud, Gurghiu, Zărand, Moților, Vlăhița, Vulcan, Amlaș, Cibin et Făgăraș, que le royaume de Hongrie a réuni au XIIe siècle en un Voïvodat de Transylvanie, distinct du royaume mais vassal (du moins jusqu'en 1526).
L'historien roumain Neagu Djuvara signale que le nom de Menumorout pourrait être relié à l'ancien toponyme thrace "Marisia" ("Mara" signifie "eau", "cours d'eau"), au toponyme médiéval de "Morisena" (aujourd'hui Cenad dans le Banat) et aux toponymes modernes de "Mara" et de "Mureș", qui sont des noms de rivières dans les județe Maramureș et de Mureș.
- Notices d'autorité :   - VIAF
  - LCCN
  - WorldCat